# Mitsuya Nagai
Pour les articles homonymes, voir Nagai (homonymie).
Hirokazu Nagai (長井 弘和, Nagai Hirokazu), née le 10 novembre 1968 à Sunagawa sur l'île de Hokkaido au Japon, est un pratiquant de MMA, un boxeur pieds-poings et catcheur japonais. Il est connu dans le monde du catch sous le nom de Mitsuya Nagai, où il a lutté pour la New Japan Pro Wrestling et l'All Japan Pro Wrestling. Il est également connu pour son parcours en arts martiaux mixtes au sein de la Fighting Network RINGS.

## Palmarès en catch
- All Japan Pro Wrestling
  - 3 fois All Asia Tag Team Championship - avec Masahito Kakihara (1), Masayuki Naruse (1), et Takeshi Minamino (1)[4]
  - Giant Baba Cup (2002)[2]
  - Champion Carnival Qualifying League (2001)

- Dradition Pro Wrestling
  - Muga Premium Tournament (2006)[2]

- Fighting Ultimate Crazy Kings
  - 1 fois FU*CK U-30 International Championship

- Real Japan Pro Wrestling
  - 2 fois RJPW Legend Championship[4]

## Parcours en MMA
Son parcours en MMA est de 8 victoires pour 6 défaites.

## Parcours en kickboxing
Son bilan en kickboxing est de 0 victoire, 1 match nul et 6 défaites.